# Avranches (Avranches)
Avranches ist eine Ortschaft im französischen Département Manche in der Normandie. Die bisher eigenständige Gemeinde wurde durch ein Dekret vom 19. Oktober 2018 mit Wirkung vom 1. Januar 2019 mit Saint-Martin-des-Champs zur gleichnamigen Commune nouvelle fusioniert. 